# کاسترووالوا
کاسترووالوا (به ایتالیایی: Castrovalva) یک منطقهٔ مسکونی در ایتالیا است که در انورسا دلی ابروتسی واقع شده‌است. کاسترووالوا ۵۶ نفر جمعیت دارد.